# Santuario de la Virgen de Montserrat
El santuario de la Virgen de Montserrat (en catalán: Santuari de la Mare de Déu de Montserrat) es una ermita ubicada en el término municipal de Montferri, en la provincia de Tarragona, España. El templo, de estilo modernista, empezó a construirse en 1925 según un proyecto de Josep Maria Jujol y, tras un largo parón, fue terminado en 1999 bajo la dirección de Joan Bassegoda i Nonell. 
Figura en el registro del patrimonio catalán como Bien Cultural de Interés Local.

## Historia
A principios del siglo XX existía en Montferri una gran devoción por la Virgen de Montserrat, siendo tradición que cada año, después de la vendimia, los habitantes del pueblo peregrinasen hasta el Monasterio de Montserrat. Para evitar tan largo viaje el sacerdote jesuita Daniel Vives Solé impulsó la construcción de un santuario dedicado la Moreneta en Montferri. Su hermano Josep Vives Solé le cedió parte de unos terrenos familiares conocidos como El Corralet. El proyecto lo encargó a su primo hermano, el arquitecto Josep Maria Jujol.
El 15 de noviembre de 1925 se puso la primera piedra del santuario. Las obras, sufragadas con donativos, fueron llevadas a cabo por los propios vecinos de Montferri. A partir de moldes de madera elaboraban los ladrillos, usando grava del río Gayá mezclada con cemento. En 1931 la construcción quedó paralizada por falta de fondos y por la inestabilidad política de la época. En el momento de la interrupción se había completado una tercera parte del ermita, que resultó gravemente dañada por la Guerra civil española y por el abandono de los años siguientes. 
Hasta 1984 no se reanudaron las obras de reconstrucción y finalización de la iglesia, dirigidas por el arquitecto e historiador Joan Bassegoda i Nonell en colaboración con el constructor Josep Cendrós. El santuario se inauguró el 30 de mayo de 1999.

## Características y arquitectura

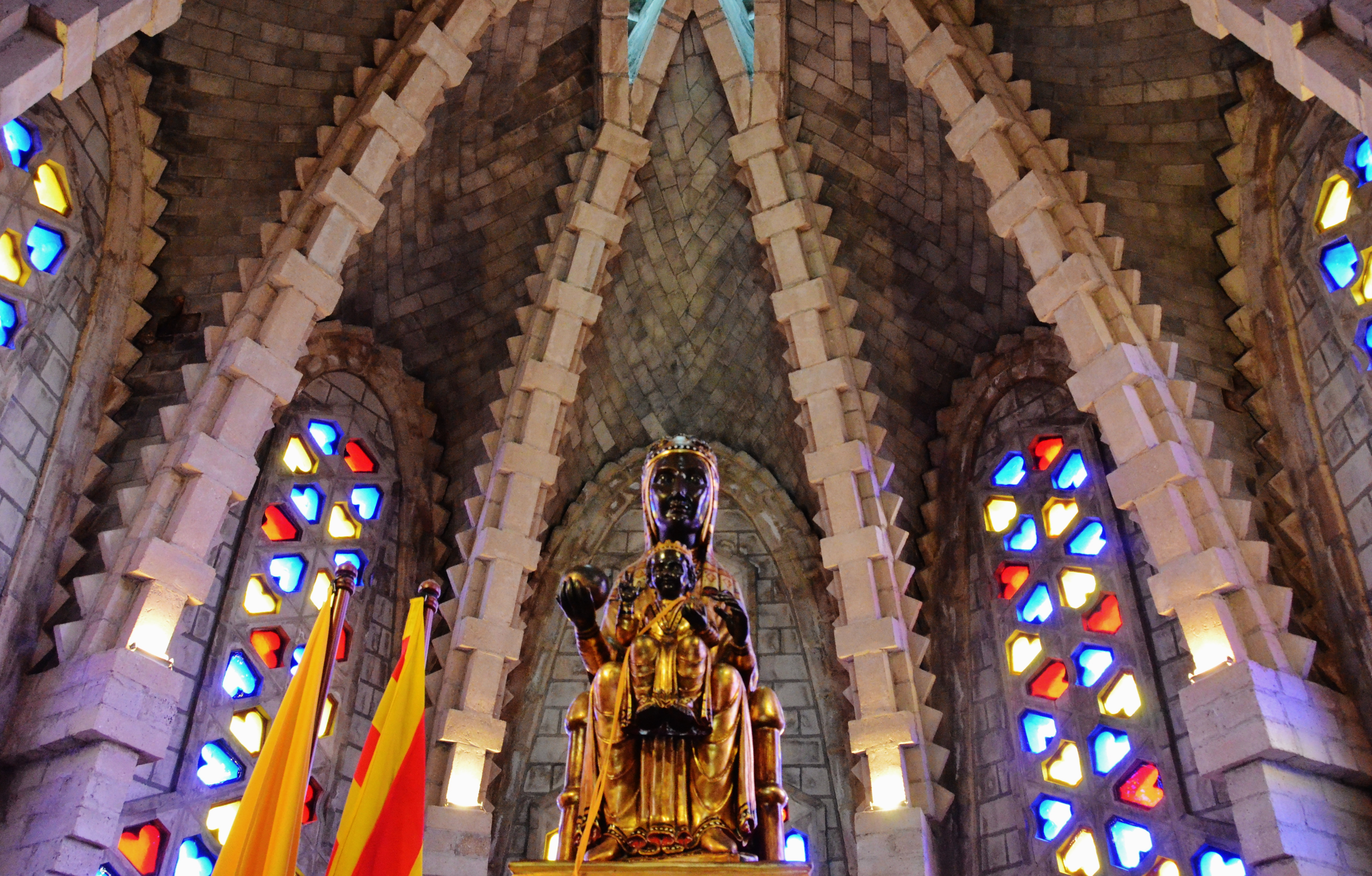
Camarín de la Moreneta en el interior del santuario

La ermita se levanta sobre una colina, en la parte nordeste del término municipal de Montferri, a unos 380 metros de distancia del núcleo urbano.
El proyecto original fue trazado por el arquitecto Josep Maria Jujol, quien fue estrecho colaborador de Antoni Gaudí. En ocasiones se ha comparado este santuario con la Basílica de la Sagrada Familia.
El edificio tiene una planta poligonal que trata de emular un barco orientado hacia Montserrat. Toda la estructura está formada por arcos parabólicos o catenarios (característicos en la arquitectura gaudiniana), sin el uso de paredes. Los nervios de los 42 pilares y las 33 cúpulas de la ermita recrean el perfil del macizo de Montserrat. 
Las tres puertas de acceso al edificio son de acero forjado, al igual que las barandillas, copia de un diseño anterior de Jujol.